# Kasapa FM
Kasapa FM — частная городская радиостанция, чье вещание сосредоточено на музыке, развлечениях, разговорных шоу и спортивных программах. Kasapa FM — многоязычная радиостанция, вещающая из Аккры, столицы Ганы, Фероа Авеню, и доступно на 102.5 FM и онлайн.
Владельцем станции является бывший министр финансов Ганы Квабена Дуффуор.